# Atelopus andinus
Atelopus andinus é uma espécie de sapo da família Bufonidae. Ele é endêmico no Peru. Seu habitat natural são as florestas úmidas das terras baixas ou montanas tropicais e subtropicais e próximos aos rios.